# Ascius ulcus
Ascius ulcus är en insektsart som beskrevs av Hepner 1946. Ascius ulcus ingår i släktet Ascius och familjen dvärgstritar. Inga underarter finns listade i Catalogue of Life.